# Departement Oost-Friesland
Het departement Oost-Friesland bestond van 1808 tot 1810. De hoofdstad was Aurich.
Vóór 1807 behoorde Oost-Friesland tot Pruisen. Maar nadat Pruisen in 1806 de Slag bij Jena had verloren van de Franse keizer Napoleon Bonaparte, moest het bij de Vrede van Tilsit Oost-Friesland afstaan. Bij wet inzake de vereniging van Oost-Friesland, het Land van Jever en de heerlijkheden Varel en Kniphausen met het koninkrijk Holland van 30 januari 1808 werd Oost-Friesland als elfde departement aan het koninkrijk toegevoegd. De koning van Holland, Lodewijk Bonaparte, broer van de keizer nam op 11 maart 1808 het bestuur van Oost-Friesland over.
Landdrost van Oost-Friesland waren:
Godert Alexander Gerard Philip van der Capellen (5 februari 1808 – 1 januari 1809)
Willem Queysen (22 december 1808 – 25 februari 1811)
Na de annexatie van het koninkrijk Holland op 9 juli 1810 werd het departement op 1 januari 1811 een departement van het Eerste Franse Keizerrijk onder de naam Ems-Oriental (Oostereems). Oost-Friesland is hierna geen departement meer en staat voortaan bekend als culturele regio, maar vormt niet langer een bestuurlijke eenheid.
Amstelland · Brabant · Drenthe · Gelderland · Groningen · Friesland · Maasland · Oost-Friesland · Overijssel · Utrecht · Zeeland